# Ауэрбах (Рудные горы)
Ауэрбах (нем. Auerbach) — община в Германии, в земле Саксония. Подчиняется административному округу Хемниц. Входит в состав района Рудные Горы. Подчиняется управлению Ауэрбах. Население составляет 2710 человек (на 31 декабря 2010 года). Занимает площадь 8,26 км².